# محمد طاهر الخاقاني
محمد طاهر الخاقاني هو المرجع الديني الكبير الذي كان قد نهض ضد حكام إيران الجدد بعد الثورة عام 1979م برغم انه كان في بادئ الامر من الموالين للثورة ومن المقربين من اصحاب القرار فيها والخميني نفسه. قضى الخاقاني سبع سنوات باشد الظروف اضطهادا وحصارا في مدينة قم تحت الإقامة الجبرية إلى ان بلغ به الامر ان امتنع الاطباء عن علاجه خوفا من السلطات حتى توفي عام 1986م.

## نسبه
هو الشيخ محمد طاهر بن اية الله الشيخ عبد الحميد بن المرجع الديني الكبير الشيخ عيسى بن حسن بن
الشيخ ذياب بن الشيخ شبير الخاقاني (الذي كان زعيما دينيا في خوزستان أو عربستان جنوب غرب إيران على الحدود العراقية مع العمارة وله انجازات في مجهول المالك وقد عثر عليها في بعض الصكوك القديم.

## مقارعته لنظام بهلوي ودوره في الثورة
وكان من اشد المعارضين للنظام البهلوي حيث حكم عليه في عهد رضا خان بالتبعيد من بلدة المحمرة إلى طهران ليمثل امام محكمة عسكرية بتهمة معارضة النظام وعدم شرعيته إذ انه كان مرجعا دينياومن اعلام الشيعة انذاك وبعدها انتقل إلى العراق ليستقر في النجف الاشرف ثم عاد إلى إيران في زمن محمد رضا ليواصل معارضته حتى سقوطه سنة 1979م ورغم ذلك كان أيضا من معارضي حكام إيران الجدد بعد الثورة رغم انه كان من عماد الثورة وكبار قادتها.

## من اساتذته
- جده الشيخ عيسى الخاقاني.
- الشيخ محمد الصغير.
- السيد أبو الحسن الموسوي الاصفهاني.
- الشيخ محمد حسين الغروي النائينئ.
- السيد علي القاضي الطباطبائي.
- الشيخ ضياء الدين العراقي.
- الشيخ محمد حسين الغروي الاصفهاني. المعروف بالكمبائي.

## من طلابه
- السيد عبد الكريم الكشميري.
- علي الصغير الخاقاني.
- عبد المنعم الفرطوسي.
- محمد أمين  زين الدين.
- محمد هادي معرفة.
- محمد الخاقاني.
- سلمان الخاقاني.
- عبد الحميد الصغير الخاقاني.
- السيد أمير محمد القزويني.
- حسن الشميساوي.
- محمود محسني.
- حسين الهمداني

## من مؤلفاته
- كتاب تفسير العقل البشري.
- كتاب المحاكمة في القضاء.
- رسالة الهدى.
- كتاب الطلاق.
- شرح المواريث من كتاب الحدائق الناضرة.
- كتاب المحاكمات بين الكفاية والاعلام الثلاث.
- كتاب مواريث الحدئق.
- كتاب المثل الاعلى.
- كتاب مناسك الحج.
- كتاب انوار الوسائل.
- كتاب الكلم الطيب.

## وفاته
توفي الشيخ الخاقاني يوم الأربعاء الثامن عشر من شهر جمادي الأولى من عام 1406 هـ / 1986 م بمدينة
قم المقدسة، ودفن في صحن السيدة فاطمة المعصومة (ع).
وممن رثاه وارخ وفاته السيد محمد صالح ابن السيد عدنان الوسوي بقصيدة منها:_
أخي (محمد) قد جل المصائب فلم****يــترك مجالا لمن يرثـى ولا خلدا
اب الجميع فقدنـا في ابـيك فلا****إنسان الا يـرى فيه ابـا فقــدا
بفقده قد خسرنــا الخير قاطبة****والعلم والفقه والايمان والرشدا
فحق لو قـــامت الـدنيا مؤرخة****[تــبكي لال شبير طاهرا فقــدا]

## اولاده
- محمد محمد طاهر الخاقاني
- محمد كاظم الخاقاني